# Tilburg Noord
Noord is een van de stadsdelen waarin de stad Tilburg is onderverdeeld. Het bevat de wijken van de gemeente Tilburg van vóór de annexatie van Berkel-Enschot en Udenhout ten noorden van het Wilhelminakanaal. Tilburg Noord is een ruim opgezet gebied. Volgens cijfers gepubliceerd op 1 januari 2019 door de gemeente Tilburg wonen er 23.889 mensen in Tilburg Noord. Het stadsdeel heeft een diverse bevolkingssamenstelling met meer dan 120 verschillende nationaliteiten. De wijkwethouder is Rik Grashoff.
Tilburg Noord omvat de volgende wijken:
- Heikant, met 11.970 inwoners;[2]
- Quirijnstok, met 4.830 inwoners;
- Stokhasselt, met 7.180 inwoners;

in totaal heeft stadsdeel Tilburg Noord in 2023 bijna 24.000 inwoners.
Het stadsdeel grenst aan de bedrijventerreinen Vossenberg I en Kraaiven.
Tilburg Noord heeft drie parken:
- het Von Weberpark nabij het Wagnerplein in de wijk Heikant;
- het Quirijnstokpark in de wijk Quirijnstok;
- het Ypelaerpark nabij het Verdiplein in de wijk Stokhasselt.

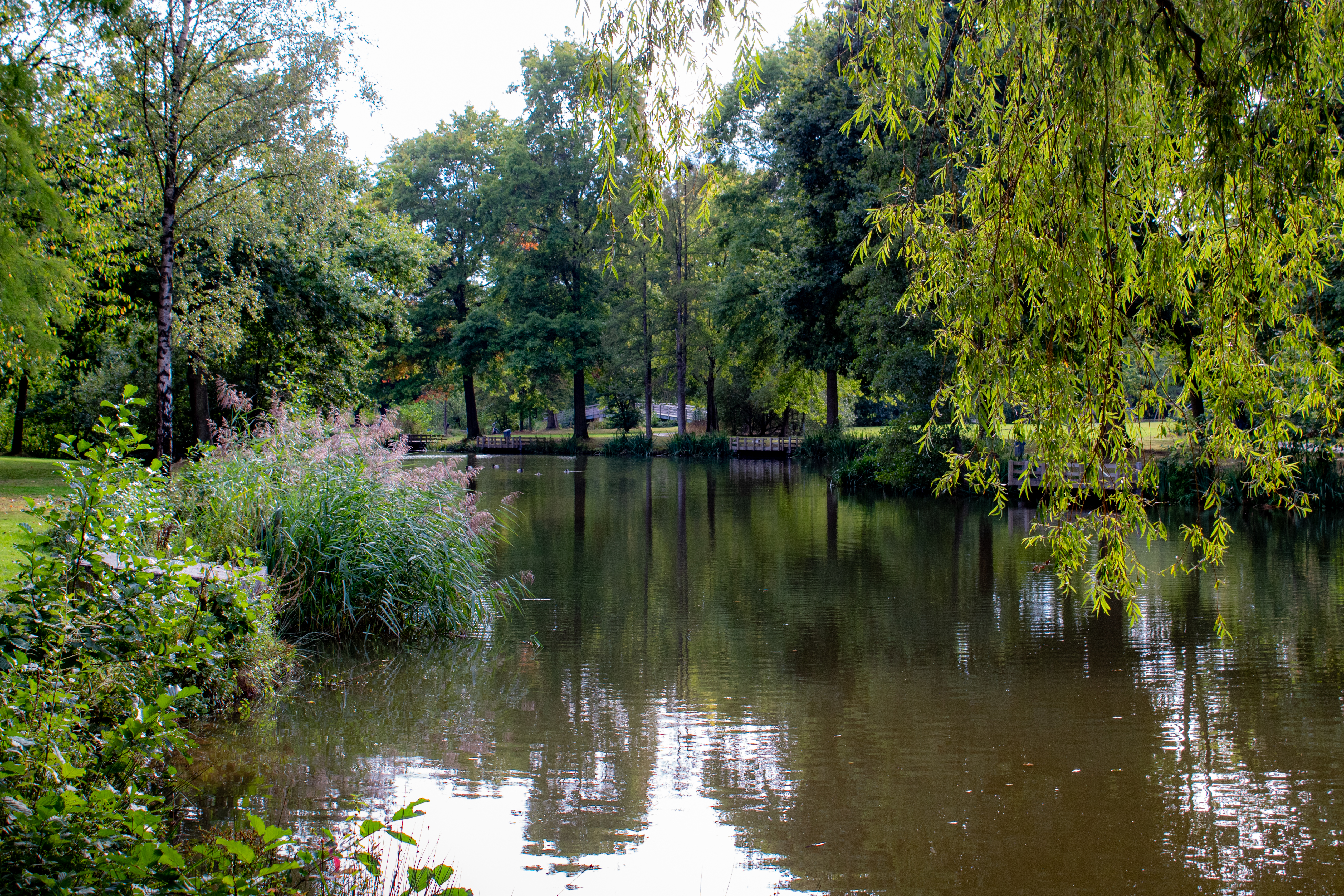
Het Quirijnstokpark
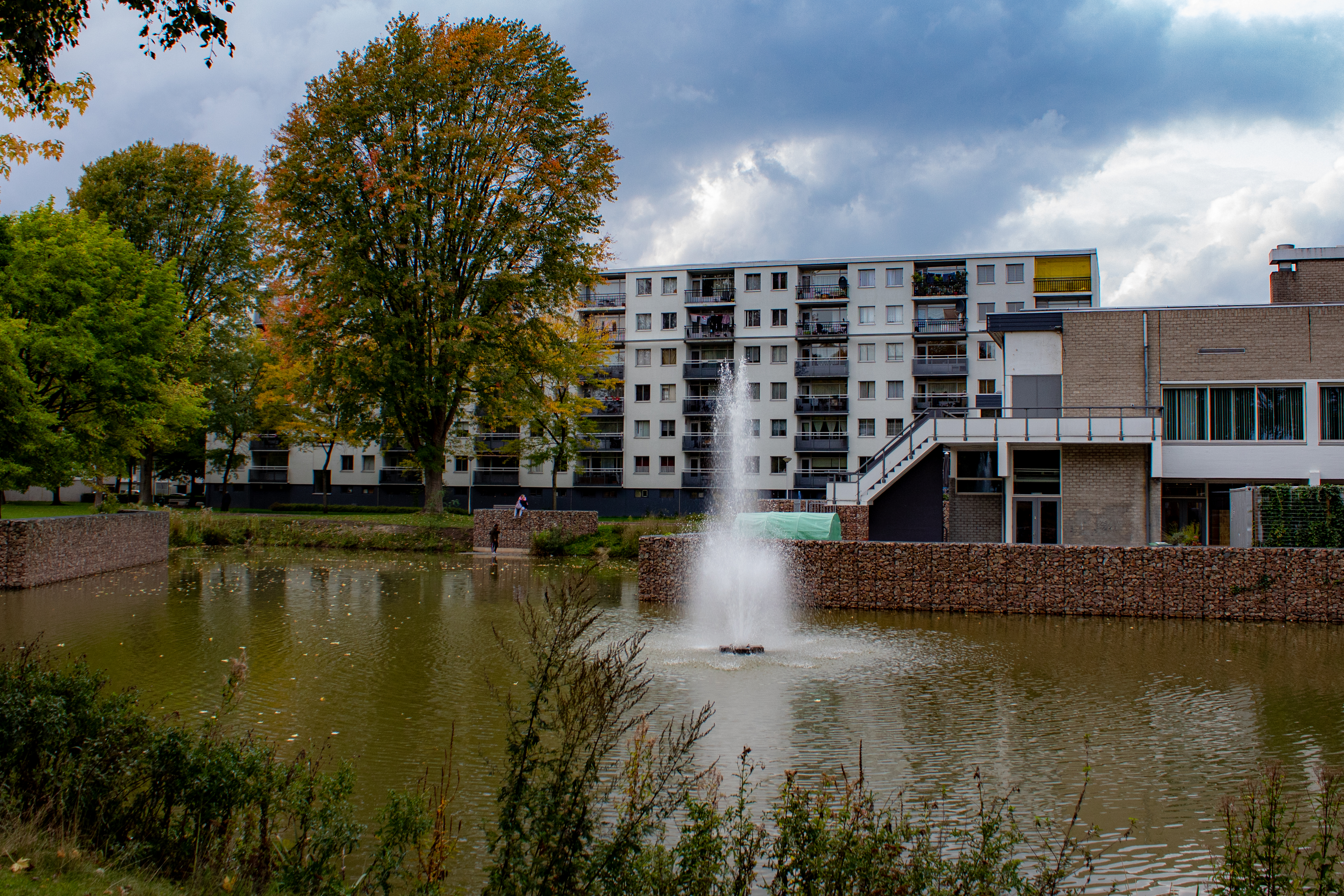
Het Ypelaerpark
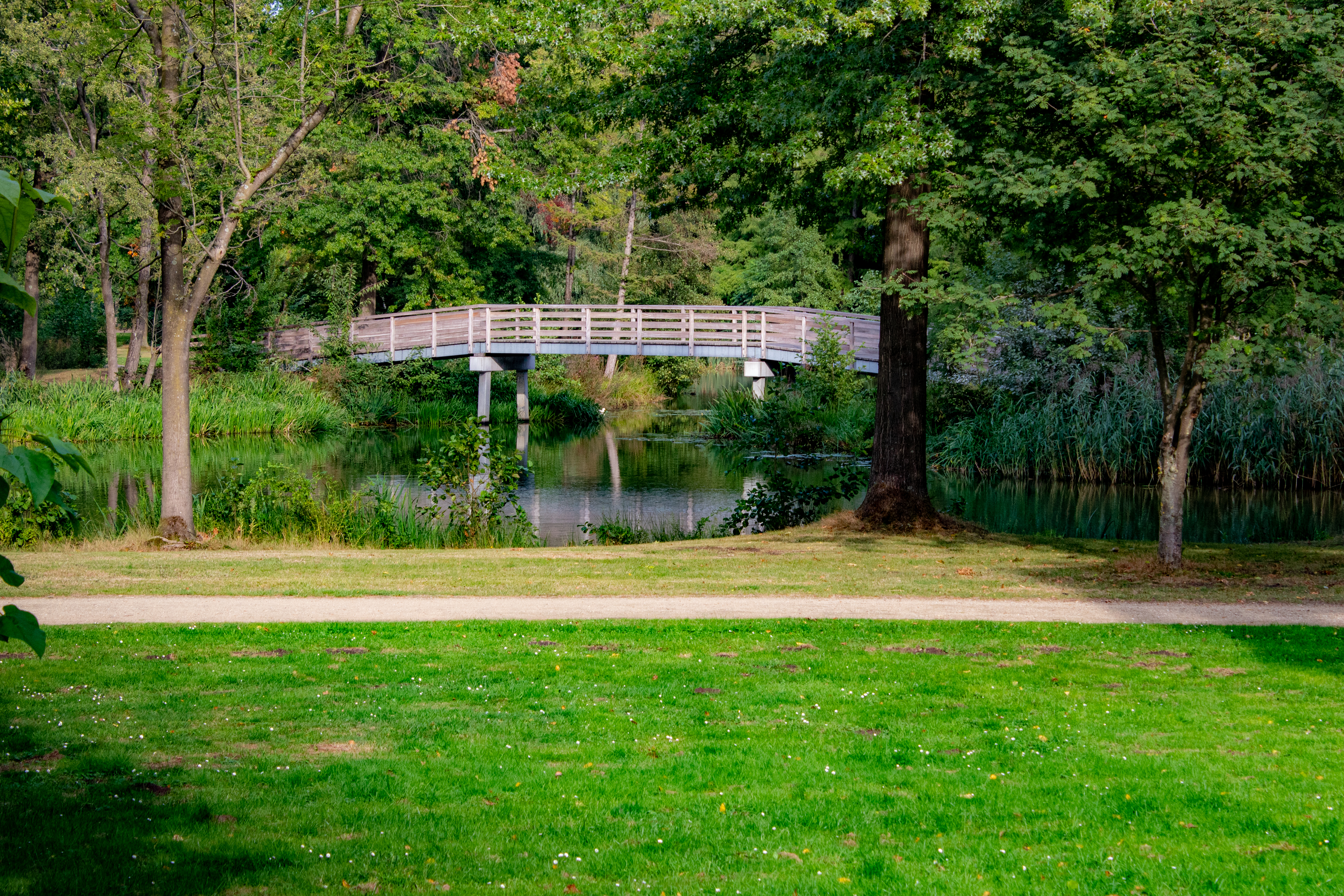
Quirijnstokpark vanuit een andere hoek

## Imago van de wijk
Tilburg Noord kampt met een negatief imago. Zo zou er armoede en sociale problematiek heersen en veel criminaliteit. Daar staat tegenover dat Tilburg Noord een van de groenste stadsdelen van Tilburg is, er veel saamhorigheid heerst en er veel geïnnoveerd, gebouwd en opgeknapt wordt.

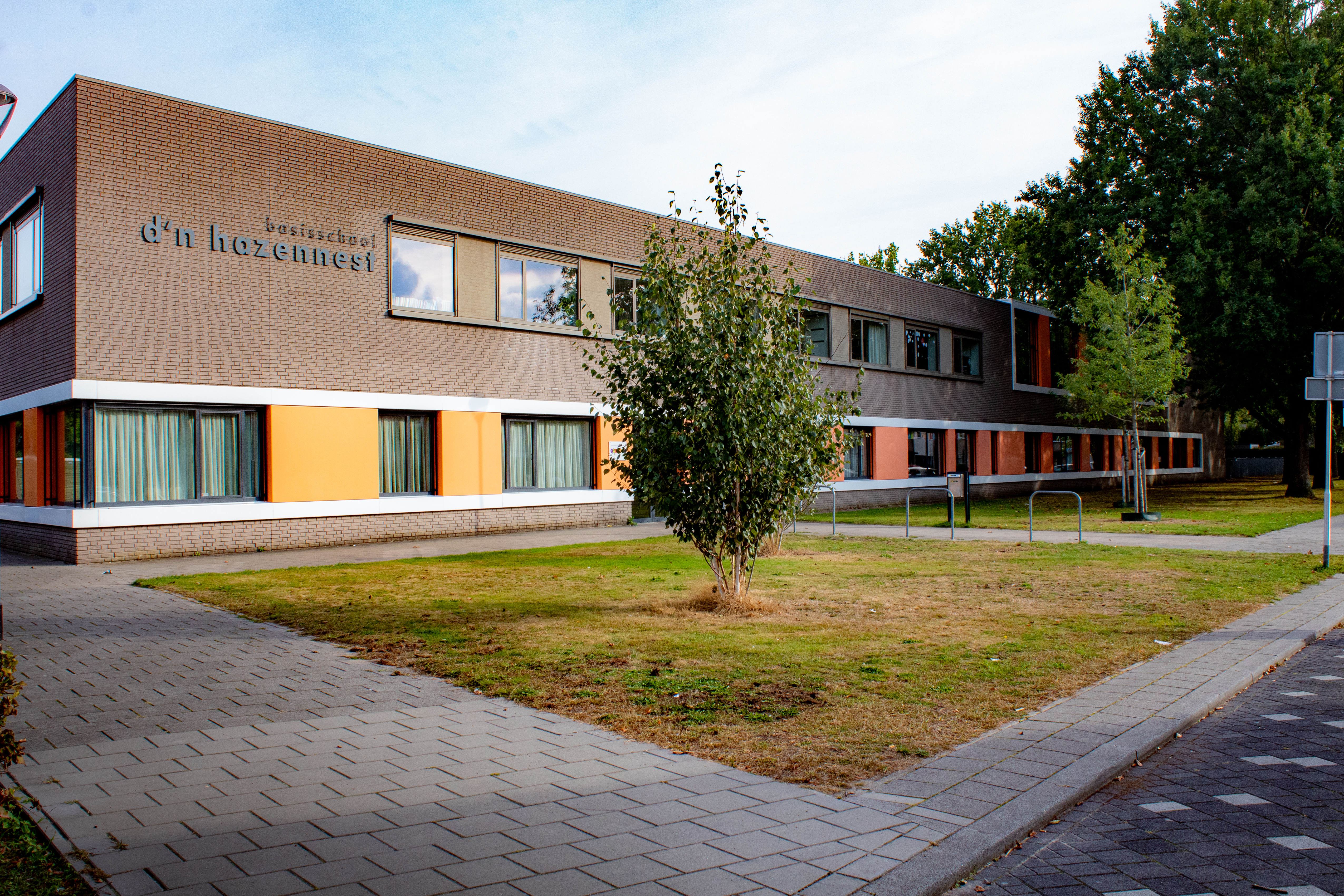
Basisschool d'n Hazennest in Quirijnstok West
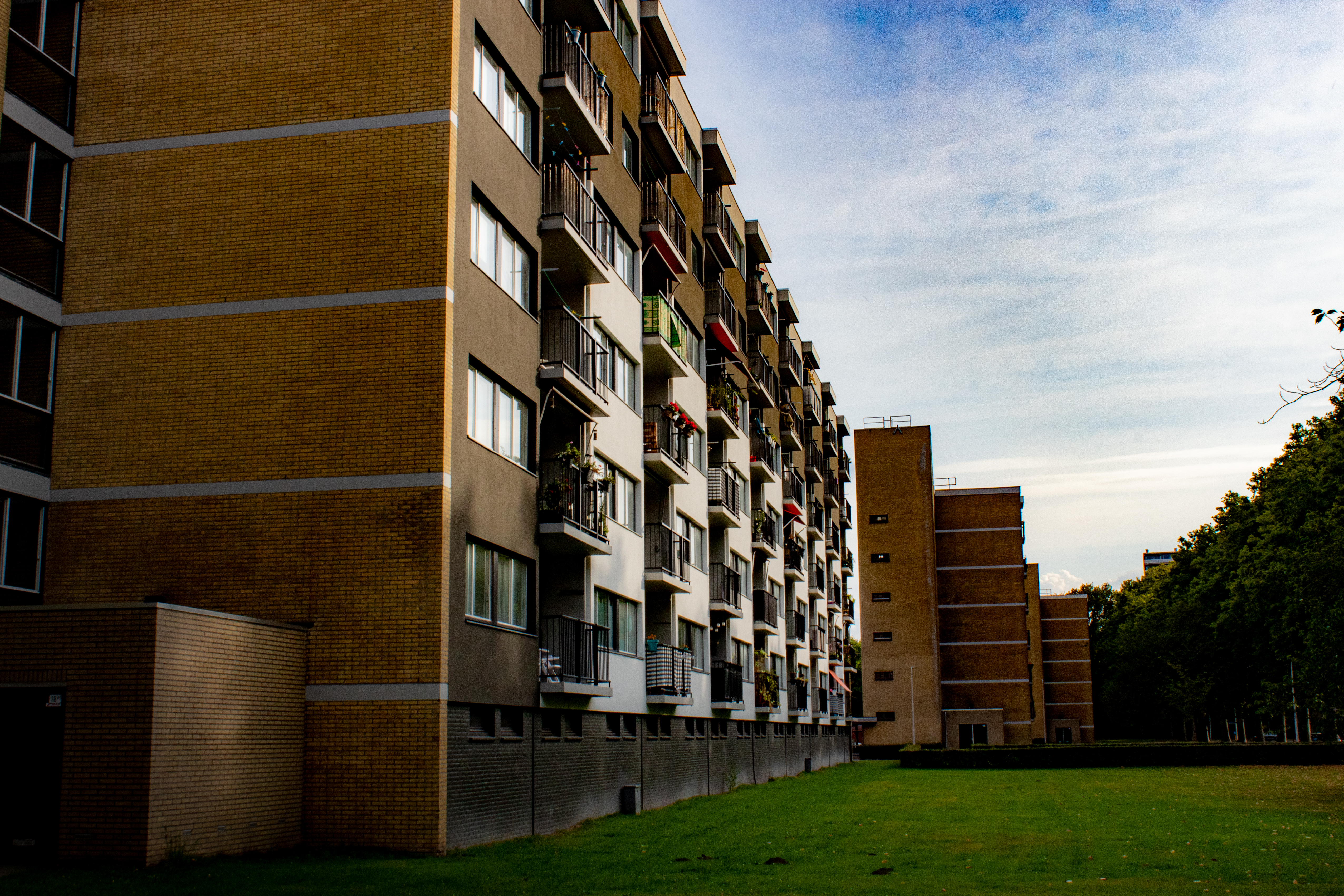
De Heikant in Tilburg Noord
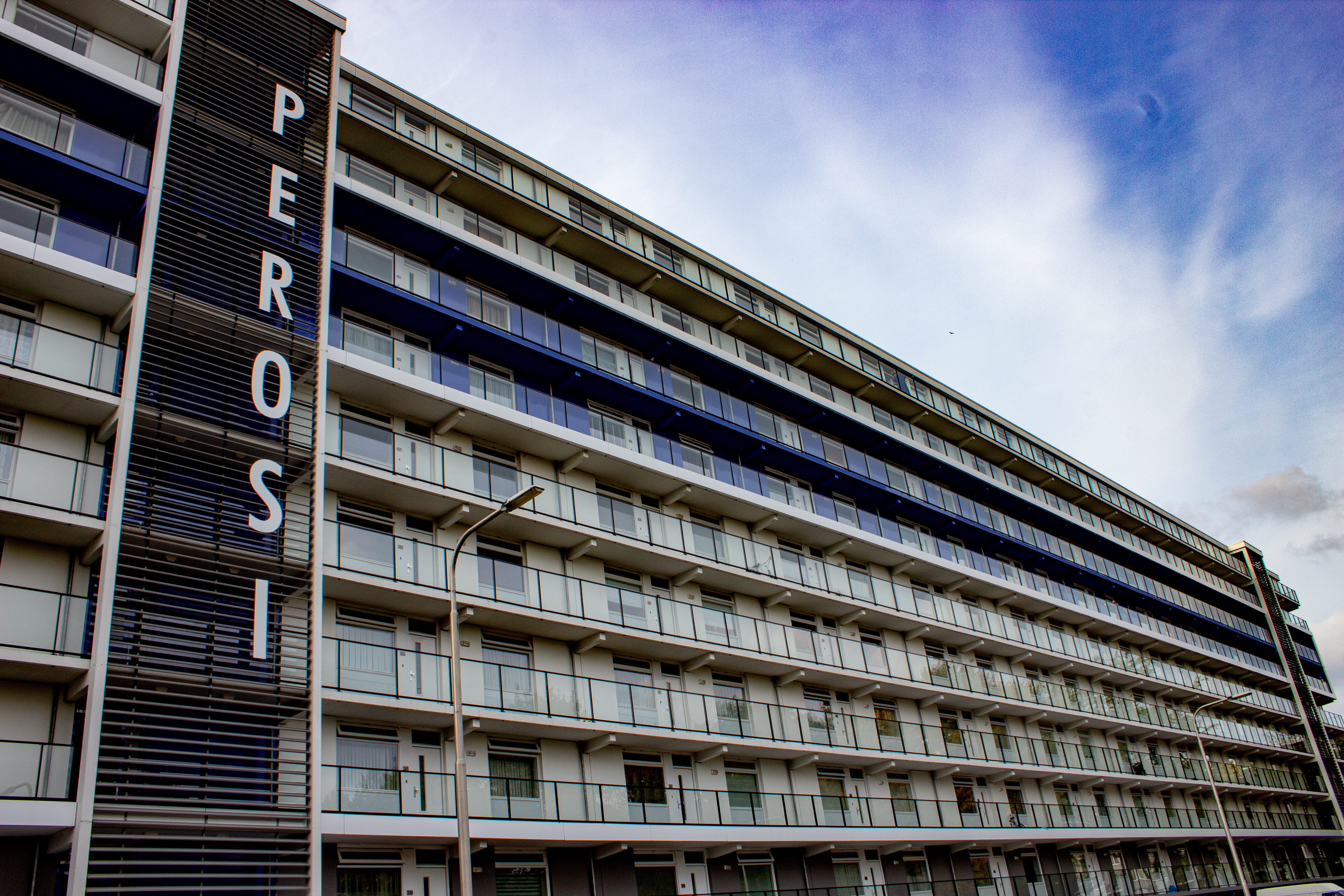
De Perosi Flat in Stokhasselt
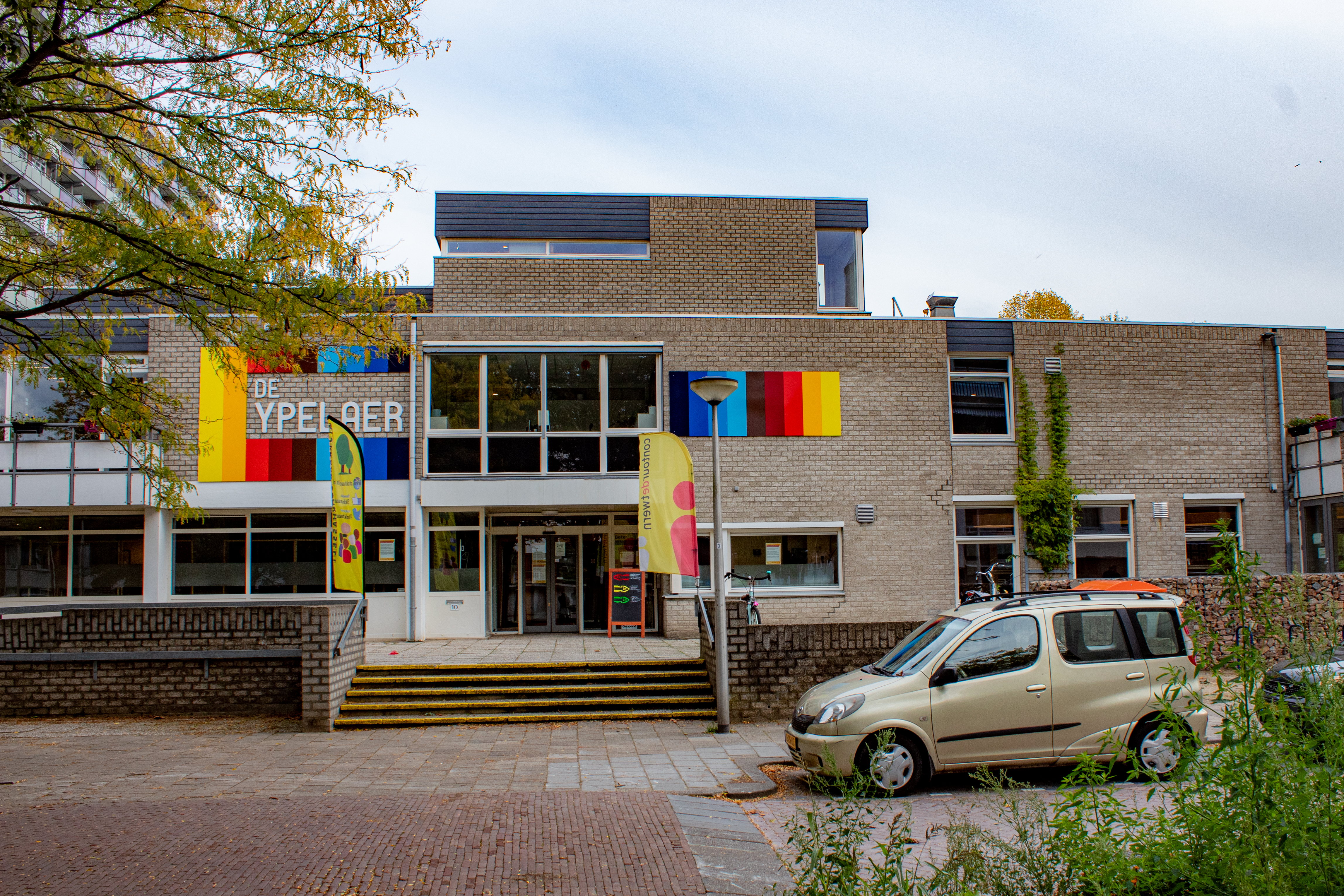
Wijkcentrum De Ypelaer
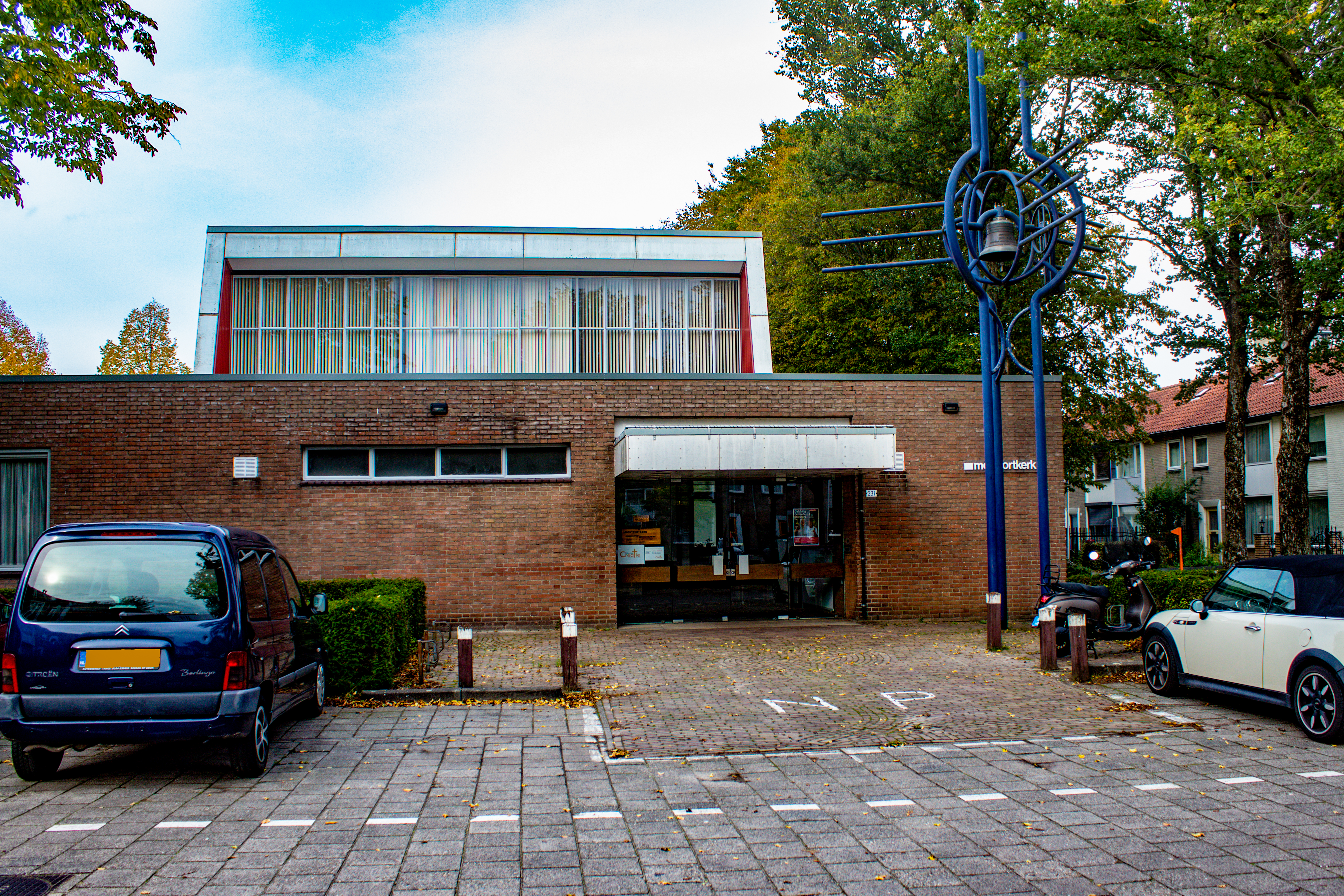
De Montfortkerk in Tilburg Noord
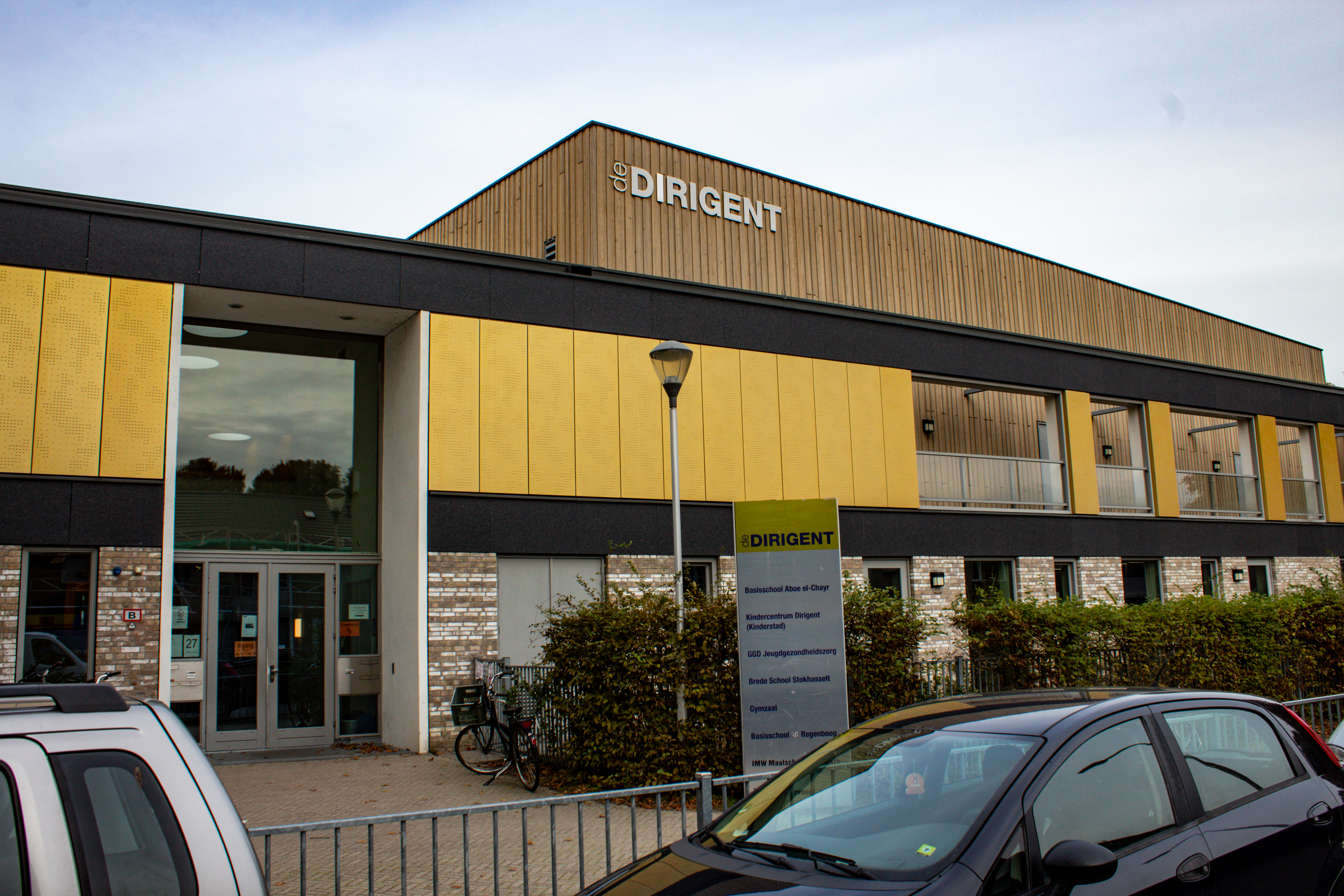
Gebouw de Dirigent in Tilburg Noord
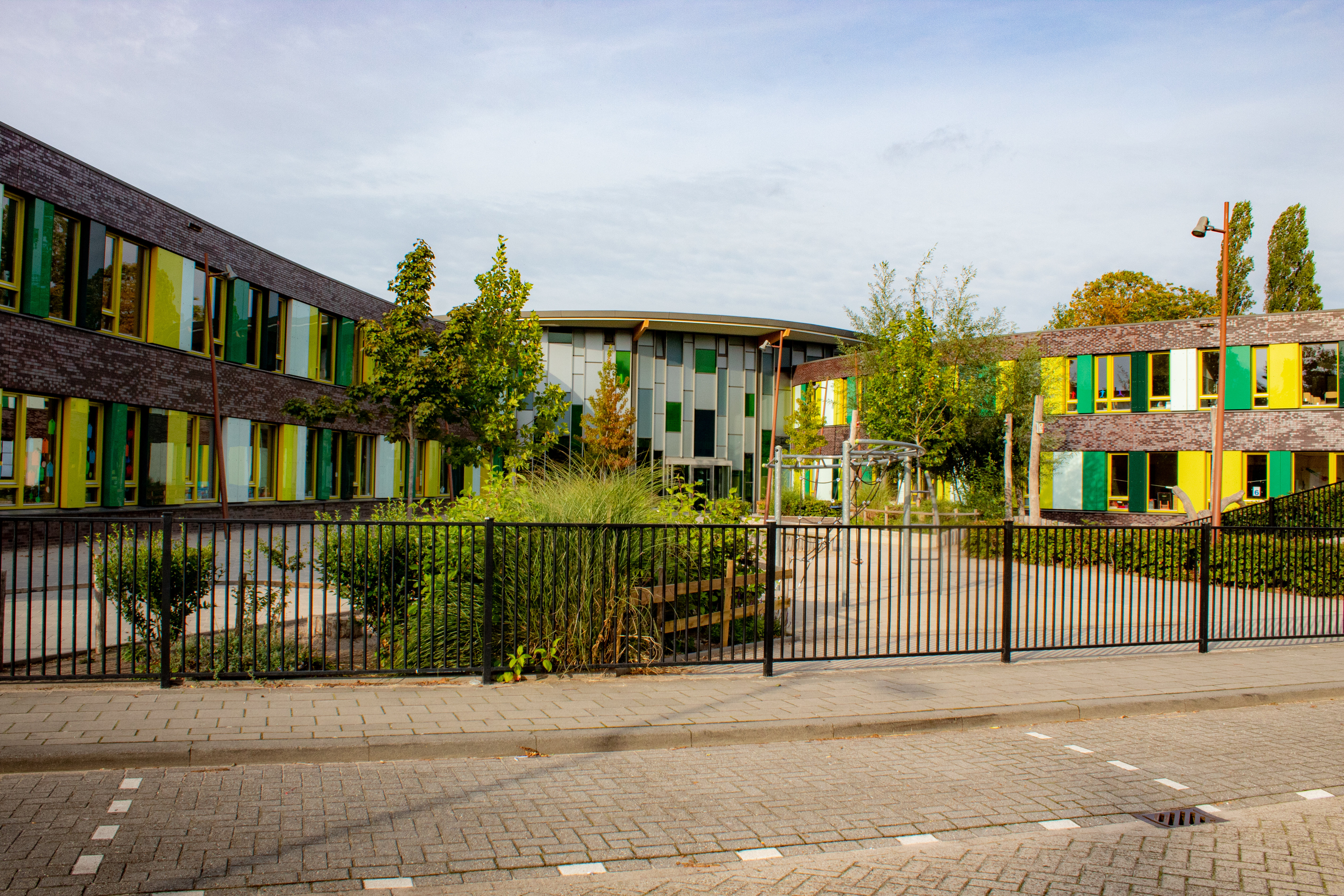
Wijkcentrum de Symfonie in Tilburg Noord
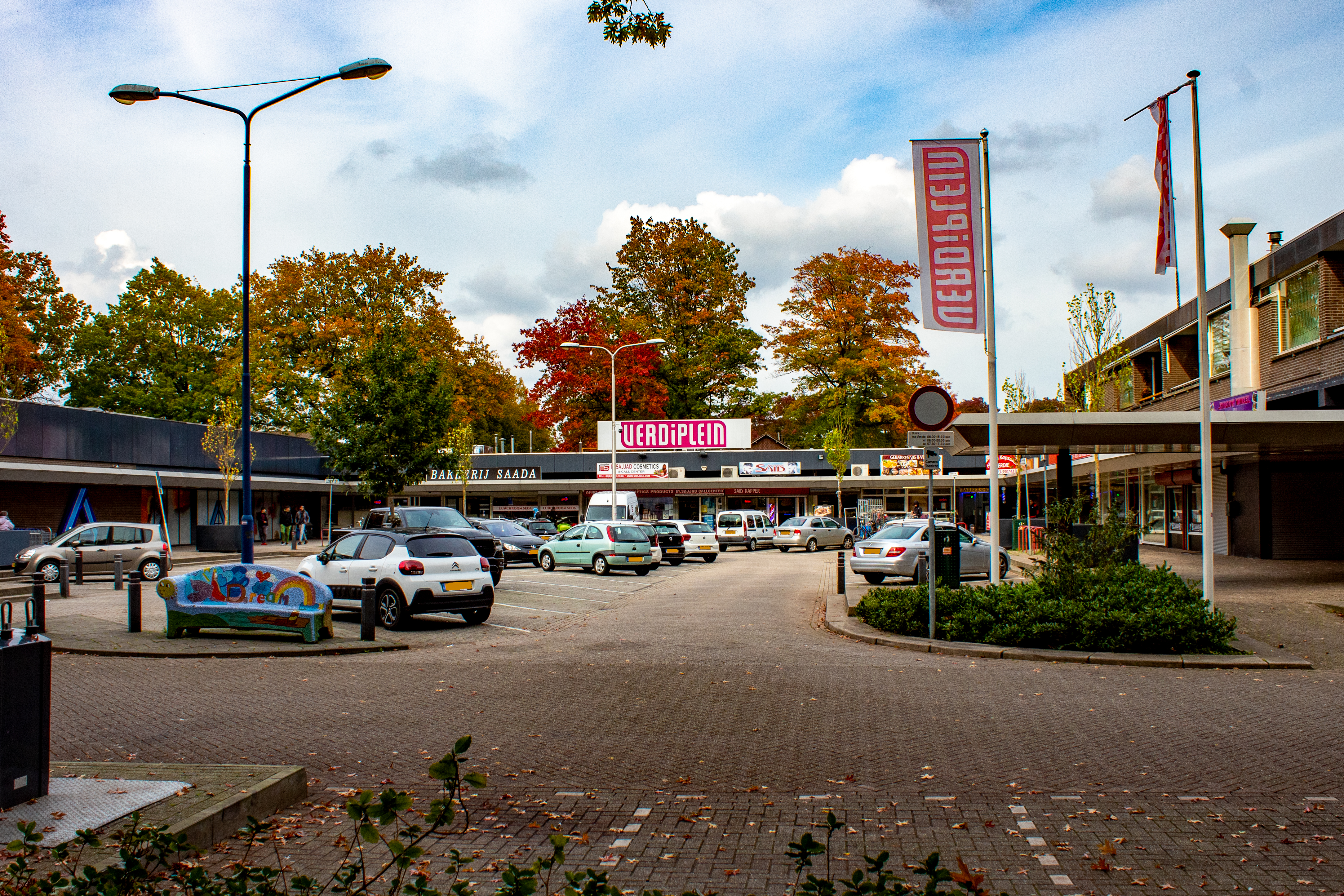
Winkelcentrum Verdiplein
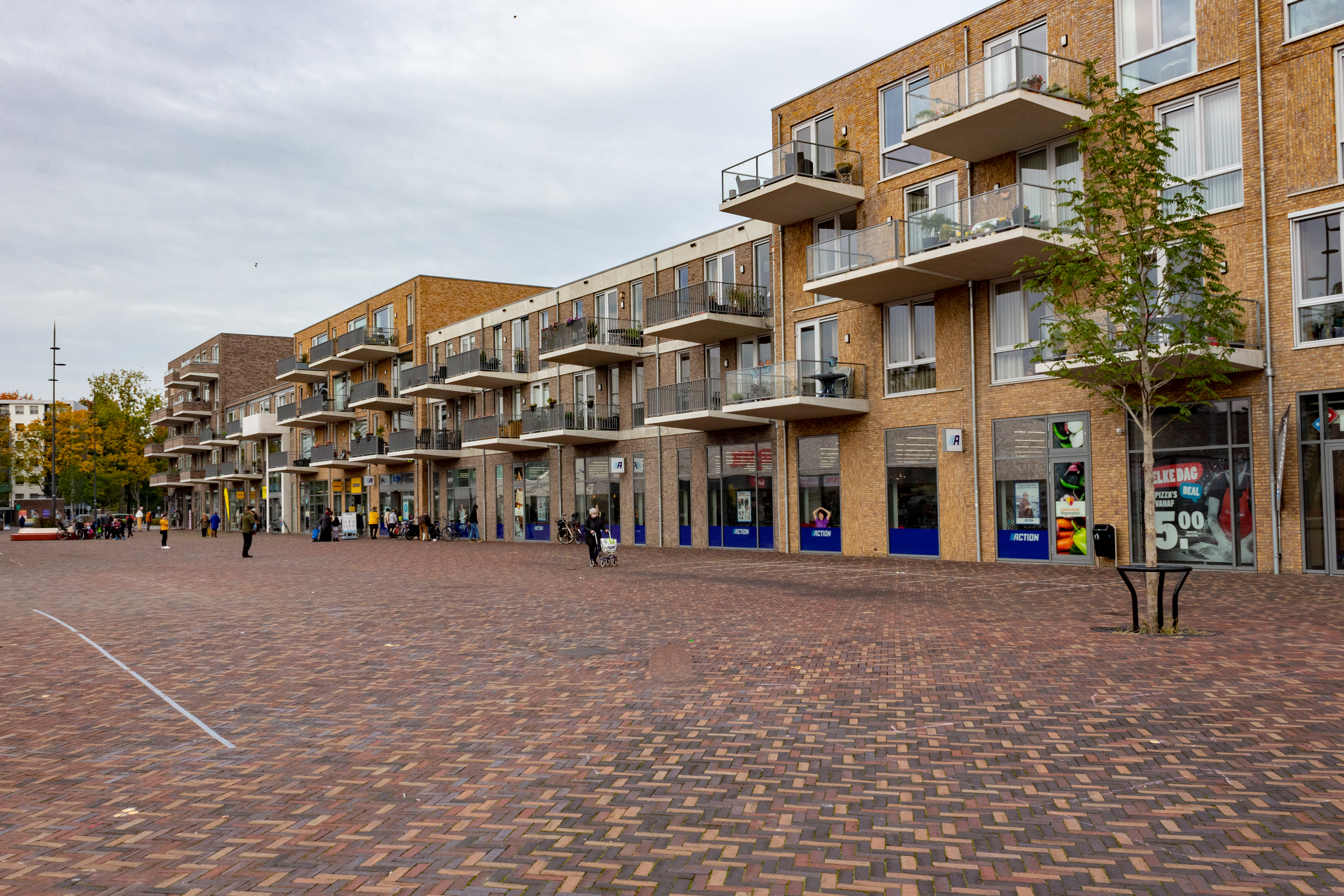
Het Wagnerplein in de Wijk Heikant

Noord-Brabant: Steden en dorpen      Nederland: Provincies · Gemeenten